# Bruinkeelbaardvogel
De bruinkeelbaardvogel (Psilopogon corvinus synoniem: Megalaima corvina) is een endemische baardvogel die voorkomt in bergbossen in het westen van het eiland Java (Indonesië).

## Kenmerken
De vogel is gemiddeld 27 cm lang. Het is een vrij grote, groene baardvogel. Zowel mannetje als vrouwtje hebben geen streepjes of vlekken op de kop, maar zijn daar egaal bruin, ook de nek en de bovenkant van de borst zijn bruin. Achter op de nek is een licht okerkleurige vlek. Verder is de vogel groen, van boven donkergroen met soms een blauwe tint, onder lichtgroen. De snavel is is donker, bijna zwart.

## Verspreiding en leefgebied
De vogel komt voor in de laatste resten regenbos in het westen van Java, in bergachtig gebied tussen de 800 en 2000 m boven zeeniveau.

## Status
De grootte van de populatie is niet gekwantificeerd en er is niets bekend over trends. Er is geen aanleiding te veronderstellen dat de soort in aantal achteruit gaat. Om deze redenen staat deze baardvogel als niet bedreigd op de Rode Lijst van de IUCN.